# Westdeutsche Allgemeine Zeitung
Westdeutsche Allgemeine Zeitung (WAZ) er Tysklands største regionale dagblad. Hovedredaktionen ligger i Essen i Nordrhein-Westfalen, men størstedelen af Ruhr-distriktet dækkes redaktionelt gennem i alt 28 lokale udgaver. Avisen udkommer i et oplag på 175.291.
Westdeutsche Allgemeine Zeitung blev grundlagt 3. april 1948. Siden 2005 har Ulrich Reitz været avisens chefredaktør.